# Little Parndon
Little Parndon – dzielnica miasta Harlow, w Anglii, w Esseksie, w dystrykcie Harlow. W 2001 osada liczyła 5256 mieszkańców.